# Рударски градови у Србији
На територији Републике Србије, налази се велики број индустријски развијених општина и градова. Кроз историју, градови су се развијали на различите начине, као трговачки и саобраћајни или као рударски и индустријски центри, у зависности од географског положаја, природних ресурса итд. Још од средњег века, регионални центри су постајали градови у којима су била велика рудна налазишта, нарочито злата и сребра. Неки од тих градова су и дан данас остали важни регионални и рударски центри, а развојем индустрије и науке, као и повећањем потреба за новим минералним сировинама, почели су се развијати и други градови широм Србије. Неки од најзначајнијих рударских градова у Србији су: Лазаревац, Костолац, Бор, Мајданпек, Косовска Митровица (Трепча), Горњи Милановац итд.

## Историја

### Развој рударства у Србији
Рударство у нашим крајевима је веома старо. Његови почеци иду неколико хиљада година уназад. Трагове древног рударства налазимо, иако доста ретко, на нашим налазиштима живе, гвожђа, бакра и злата. Сем древног, код нас има и веома много трагова римског рударства које је цветало по свим рудоносним областима на просторима Србије. Ови трагови се огледају првенствено у старим документима из доба Рима, као и у археолошким налазиштима широм земље. Много више се зна о рударству средњег века. О његовој величини сведоче нам не само остаци старих рударских и топионичарских басена, већ и разноврсне белешке које очито говоре о томе, да је за време средњега века у Србији цветало не само обимно већ и технички напредно рударство, напредније него у многим, у оно време најразвијенијим државама Европе.

### Средњовековни рударски градови
Интензивно се рударило у средњевековној српској и босанској држави на простору Новог Брда, Јањева, Трепче, Копаоника, Рогозне, Рудника, Кратова, Сребрнице, Крешева, Фојнице итд. Богата рудишта среброносног олова и бакра у Србији, Средњој Босни и данашњој Северној Македонији дала су повода да се на њима образују велика насеља и први градови, центри ондашње трговине у српској, односно босанској држави. У овим, чисто рударским насељима и градовима, боравили су дуже или краће време српски Архивирано на веб-сајту  (10. фебруар 2020) и босански средњовековни владари, затим феудалне велможе, млетачки, дубровачки и грчки капиталисти, саски пургари и шаролико становништво састављено од Срба, Грка, Арбанаса, Саса, Ђеновљана, Млечана, Сплићана, Дубровчана, Которана, Барана...

## Лазаревац
Лазаревац је градско насеље које административно чини једну од 17 општина града Београда. Према попису из 2011. године у Лазаревцу је било 26.006 становника.

### Историја
Лазаревац као насеље има веома дугу историју и традицију. Према налазиштима, откривено је да је био насељен и у праисторији, али нема тачних података о томе ко га је насељавао, нити који је тачан назив града био.

#### Праисторија
Територија Лазаревца била је насељена Трачанима још у праисторијско доба. Плодно земљиште привлачило је многе народе да се на њему настане. Палеолитски остаци откривени су на више локација. На многим њивама у Араповцу и Миросаљцима нађена је керамика винчанског типа. Остаци праисторијских гробаља говоре о животу у овим крајевима и пре доласка Словена.

#### Турски период
Када су Турци од 1438. године повели офанзиву против Србије и Угарске, ова област се нашла у веома тешком положају. Продирући од Крушевца према северу, турска војска је уништавала ове области и протеривала становништво. Нарочито су била велика пустошења пре и после пада Србије 1459. године. До Берлинског конгреса, Лазаравца као насеља под данашњим називом није било.

#### Убрзани развој у 20. веку
По неким подацима Лазаревац је добио име по најстаријој кафани у овом крају, која се звала “Кнез Лазар”, а по другим, проглашен је за варошицу на Лазареву суботу, па је по томе добио име Лазаревац. Проглашавањем за сеоско место, Лазаревац се развија као управно и привредно средиште ове области и нагло напредује. Јама “Колубара” отворена је 1928. године. Њен капацитет производње био је врло мали, око 1300 тона месечно, а рад у јами примитиван и без икакве механизације, као и без заштитних средстава за раднике. Јама је производила све до 1934. године када је рад обустављен због акција НДБ. У то време производња је достизала до 5000 тона месечно. После ослобођења, јама је реновирана, капацитет јаме је повећан, тако да 1947. године достиже 10.000 тона месечно. Индустријализацијом и интензивном експлоатацијом угља у деценијама после Другог светског рата, Лазаревац и околина из темеља мењају изглед и постају средина од битног значаја за свакодневни живот и развој читаве Србије. Привреда Лазаревца и околине је разноврсна и веома развијена. Плодност је утицала на величину и густину насељености. Најгушће насељена насеља су у плодним долинама Пештана, Турије и Колубаре. Област је врло богата угљем (лигнитом), чије су наслаге дебљине од око 70 m. У близини Лазаревца налази се чувени рудник “Колубара” са термоелектраном у Великим Црљенима као и сушионицом угља и топланом у Вреоцима.У близини Лазаревца је важна саобраћајна раскрсница Лајковац.

#### Рударски басен Колубара
Билансне резерве угља у рударском басену Колубара се процењују на око 22 милијарде тона, а врсте угља које чине ту резерву у постотцима су:
- камени угаљ 1%
- мрки угаљ 9%
- лигнит 90%

Рударски басен “Колубара” лежи око 50 км југозападно од Београда и протезе се доњим током реке Колубаре од Лајковца до њеног ушћа у Саву. Укупна површина овог басена се процењује на око 1500 км. тј. сматра се да угљене наслаге у овом басену имају наведено пространство. Басен је током реке подељен на два дела: источни и западни. Источни део је скоро потпуно истражен и у овом делу басена налази се скоро милијарду тона лигнита, чија се експлоатација врши површинским откопавањем. Укупне количине у целом басену процењују се на око 3 милијарде тона. Квалитет лигнита који се експлоатише у овом басену спада у ред ниско квалитетних горива са високим садржајем воде и пепела. Басен је у том смислу и развијен и данас спада у ред највећих произвођача угља у југоисточној Европи, и учествује са око 35% у укупној производњи угља на простору бивше Југославије. Рударски басен “Колубара” се састоји из више погона, и то „Поље А“, затим „Поље Б”, три јамска погона, „Поље Д“ и Тамнава.

#### Термоелектрана Колубара
Термоелектрана “Колубара” подигнута је на богатим наслагама колубарског угљеног басена. Прва електрана у овом басену подигнута је 1937. године у селу Вреоци, са снагом од 14MW која је снабдевала далеководима 60kV Београд и Крагујевац. Термоелектрана „Колубара” дневно троши око 4500 тона отпадног угља који се добија током сепарације и сушења. Електрана је везана за систем далековода 110kV. Данас је модерно опремљена, тако да производи око 1,5 милијарде KWh на годишњем нивоу. Њено учешће у производњи електроенергије у Србији је мало, али јако битно јер напаја Рударски басен Колубара, као и битне 110kV далеководе који напајају део Београда, далековод за напајање термоелектране Никола Тесла А Архивирано на веб-сајту  (28. јануар 2020), далековод за Аранђеловац...

#### Демографски подаци
У насељу Лазаревац живи 18.392 пунолетних становника, а просечна старост становништва износи 36,6 година (36,0 код мушкараца и 37,3 код жена). У насељу има 7.668 домаћинстава, а просечан број чланова по домаћинству је 3,07.
Ово насеље је великим делом насељено Србима (према попису из 2002. године), а у последња три пописа, примећен је пораст броја становника.

#### Култура
На територији центра града постоје три школе. Најстарија школа је „Војислав Вока Савић“, а ту су и: ОШ „Дуле Караклајић” и ОШ „Кнез Лазар”.
Поред основних, ту су и Средња техничка школа са економским смером и гимназија. На територији општине Лазаревац налази се више културно-уметничких друштава, као и градска библиотека „Димитрије Туцовић”. Од веома великог значаја за историју општине је и спомен-црква са костурницом палим борцима Колубарске битке.

## Горњи Милановац
Гроњи Милановац је град у Србији у Моравичком округу. Првобитан назив града је био Деспотовац који је касније, по налогу Милоша Обреновића промењен у Горњи Милановац. Према попису из 2011. године град има 24 216 становника.

### Историја
Горњи Милановац је основан 1853. године. Смештен је у долини реке Деспотовице, по којој је некада и носио назив Деспотовац. Спада међу најмлађе градове у Србији.

#### Оснивање града
Град је основан на простору који је носио назив Дивље поље, односно на захтев начелника Рудничког округа Младена М. Жујовића, град је из села Брусница измештен на територију Дивљег поља које је припадало том селу. Град је основан 1853. године, наредбом кнеза Александра Карађорђевића и добио је име Деспотовац. Каснијим „Указом Милоша Обреновића”, а у част своме брату војводи Милану Обреновићу град бива преименован и добија назив Горњи Милановац.

### Привреда и развој

#### Индустрија
Први значајан индустријски помак представљао је почетак рада прве штампарије 1890. године, чиме се развила издавачка делатност и појавили се листови као што су „Таково“, „Рудничанин“, „Рудничка самоуправа“... Године 1922. изграђена је пруга која је повезивала Чачак са Београдом и самим тим долази и до развоја Милановца.
Након Другог свјетског рата, Горњи Милановац се убрзано почео развијати. Након кратког временског периода постао је један од најјразвијених привредних градова у Србији. Индустријске зоне у граду су подељене на два дела. У индустријској зони која се налази на самом улазу у град, налазе се неке од највећих фабрика: ПИК Таково, Металац, ФАД, Типопластика.

#### Рударство
Веома значајну улогу за развој Горњег Милановца имао је рудник Рудник. Овај рудник је добио име по истоименој планини. Полиметалично лежиште (олова, бакра и цинка) састављено је од великог броја рудних тела (преко 90). Површина рудника заузима површину од око 3.5 km по дужини и 1.5 km по ширини. За откопавање рудника користи се искључиво фронтална метода откопавања одозго на доле са отвореним откопима. Овом медотом, од 1953.године, па све до данас откопано је преко 12 милиона тона руде.
Отварање рудника, веома је допринело развоју града, јер је израдом саобраћајница за транспорт руде град повезан са свим деловима Србије. Откопавањем руде, јавила се и потреба за њеном прерадом, па су у околини отворене и многе фабрике за прераду руда метала.

### Демографске карактеристике
У насељу Горњи Милановац живи 18.869 пунолетних становника, а просечна старост становништва износи 36,8 година (35,9 код мушкараца и 37,6 код жена). У насељу има 7786 домаћинстава, а просечан број чланова по домаћинству је 3,08.
Ово насеље је највећим делом насељено Србима, а у последњих неколико пописа примећен је пораст у броју становника.
| Година пописа | Број становника | Просечна старост код мушкараца | Просечна старост код жена |
| ------------- | --------------- | ------------------------------ | ------------------------- |
| 1862.         | 775             | Нема података                  | Нема података             |
| 1865.         | 876             | Нема података                  | Нема података             |
| 1887.         | 1.333           | Нема података                  | Нема података             |
| 1900.         | 2.836           | Нема података                  | Нема података             |
| 1948.         | 2.697           | Нема података                  | Нема података             |
| 1953.         | 3.402           | Нема података                  | Нема података             |
| 1961.         | 4.492           | 36.2                           | 36.9                      |
| 1971.         | 10.972          | 36.0                           | 36.8                      |
| 1981.         | 17.791          | 36.3                           | 37.0                      |
| 1991.         | 22.070          | 36.1                           | 37.2                      |
| 2002.         | 23.982          | 36.0                           | 37.5                      |
| 2011.         | 24.216          | 35.9                           | 37.6                      |

### Култура и знаменитости
Будући да сам град има дугу историју, веома је богат културним и историјским споменицима. На територији града налазе се четири основне школе, као и три средње. Град поседује и библиотеку која датира још из 1857. године. Многе зграде, као што су народна библиотека, црква и гимназија „Таковски устанак” представљају културне споменике од највишег значаја који датирају још из периода владавине Милоша Обреновића.

#### Споменици
- Црква Свете Тројице
- Зграда окружног начелства
- Кућа народног хероја Драгана Јевтића
- Библиотека „Браћа Настасијевић”

#### Школе
- ОШ „Десанка Максимовић” Горњи Милановац
- ОШ „Краљ Александар I” Горњи Милановац
- ОШ „Момчило Настасијевић” Горњи Милановац
- ОШ „Свети Сава” Горњи Милановац

## Костолац
Костолац је градско насеље које административно чини једну од општина града Пожаревца и припада Браничевском округу. Костолац представља центар Стига, а на месту данашњег Костолца налазио се римски град Виминацијум. Општина према попису из 2011. године броји 9.569 становника.

### Историја

#### Римско доба
Костолац се први пут помиње још у време Римског царства. За време римске владавине, на територији данашње општине Костолац налазио се град Виминацијум.

#### Настанак општине
Костолац је у периоду након Другог светског рата (између 1949. и 1953. године) имао статус општине Пожаревачког среза. Након тога, територија општине Костолац бива припојена општини Пожаревац. Становници овог насеља на референдуму из 1990. године изгласали су да Костолац треба да добије статус општине. То су и остварили 2007. године када је Пожаревац добио статус града, а Костолац је добио статус општине која административно припада граду Пожаревцу.

### Костолачка култура
Костолачка култура је енеолитска култура, која назив добија по археолошком локалитету код Костолца, а област коју обухвата је шира од далеко познатије Баденске културе, јер захвата Карпатски басен, Централнобалканско подручје и румунско Подунавље. Милоје Васић је 1906. и 1908. публиковао налазе из Костолца, али и налазе исте културе из Прахова и Винче. Костолачка култура, насупрот свом генетском претходнику - Баденској култури, гради солидне надземне објекте, трајније природе, које обнавља више пута. Куће су правоугаоне и велике. У начину градње се наслеђују познонеолитске традиције. Под је масиван, набијен, углачан, зидови су од плетера, вертикалних стубова облепљени блатом. Архитектура је прилагођена конфигурацији терена.

### Општина Костолац
Новим статутом града Пожаревца, у члану бр. 3 наведено је да се на територији града Пожаревца налазе следеће градске општине: Пожаревац и Костолац. Планирано је да у састав општине Костолац уђу следећа насељена места: Костолац, Село Костолац (познато и као Стари Костолац), Острово, Кленовник, Петка и Дрмно. Насеља су имала могућност да на референдумима одлуче да ли желе да уђу у састав градске општине Костолац. Након референдума одржаног 05.08.2009. и 25.08.2009. грађани месне заједнице Дрмно су одбили да буду у саставу Градске општине Костолац, док остала насеља одлуком становништва на референдуму улазе у састав новоформиране општине Костолац.

### Костолачки басен
Костолачки угљени басен обухвата подручје између реке Мораве на западу, Голубачких планина на истоку, реке Дунав на северу и реке Ресаве и града Свилајинца на југу. На том простору утврђене су богате резерве лигнита, мрког и каменог угља. У ствари, Костолачки угљени басен, у ужем смислу, обухвата подручје општине Пожаревац. Руда угља је истражена на подручјима Костолца, села Дрмна, Кленовника, Ћириковца и Пољане, са којих се и врши експлоатација. Овај басен простире се на површини од 100 km².

### Термоелектрана Костолац „А”
Термоелектране Костолац „А” и Костолац „Б” су друге по величини термоелектране у Србији. За производњу електричне енергије снабдевају се нискокалоричним лигнитом из костолачких површинских копова.
Термоелектрана Костолац „А” се десној обали Дунава 50 km низводно од Београда. Она се састоји из два блока:
- Блок „А1” производног капацитета од 100 MW, који је почео са производњом 1967. године
- Блок „А2” са капацитетом 210 MW, који је отпочео са производњом 1980. године.

### Термоелектрана Костолац „Б”
Термоелектрана Костолац „Б” налази се на 50 km од Београда на територији Села Костолац. Састоји се од два блока:
- Блок „Б1”, производног капацитета од 345 MW, који је почео са производњом 1987. године
- Блок „Б2” са истим капацитетом, који је отпочео са производњом 1991. године

Модернизацијом, термоелектрана Костолац „Б” достиже капацитет од 350KW.

### Демографија
Према попису из 2011. године у општини Костолац живи 9.569 становника, а просечна старост становништва износи 35,7 година (34,8 код мушкараца и 36,6 код жена). У насељу има 3186 домаћинстава, а просечан број чланова по домаћинству је 2,92.

## Бор
Бор је град који се налази на југоистоку Србије. Представља центар Борског округа. То је рударски и индустријски град са развијеном обојеном металургијом. Према попису из 2011. године град насељава 34.160 становника.

### Историја
Бор као град нема дугу историју. Насеље Бор је настало уз рудник бакра који је 1903. године отворио Ђорђе Вајферт. Од тада Бор почиње нагло да се развија и расте. У периоду од 1933. до 1940. године Бор је добио ново насеље, Нова (Јужна) колонија, подигнута је болница и нова школа, а рудник је прерастао у један од највећих у Европи. Град је основан након Другог светског рата, тачније 1945. године, а само насеље негде око 1900. године. Плански је насељаван стручном радном снагом која је била потребна за рад у руднику и металуршкој индустрији.

### Привреда Бора
Привреда Бора и околине се од оснивања града базирала на рударству и преради обојених метала. Концепт привреде тадашње СФРЈ је био да се улаже у металску и препрађивачку индустрију, оставио је трајни печат на град Бор и источну Србију. Изграђена је топионица чији је капацитет био 140 хиљада тона бакра годишње, покренута снажна флотација, а потом су уследила опсежна улагања у инфраструктуру (акумулација вештачког језера за потребе рударства) и пратеће привредне гране. Потреба за радном снагом је била огромна, па се број становника стално повећавао. Рударско-топионичарски басен Бор достигао је у једном периоду бројку од 22 хиљаде запослених. Економски врхунац града је био осамдесетих година 20. века када је имао своја представништва у Немачкој и Сједињеним Америчким Државама. Рударско-топионичарски басен Бор је крајем 2018. године званично прешао у руке већинског власника "Циђина" из Кине.

### Борски рудник
Године 1902. у Бору је пронађен рудни минерал богат бакром (ковелин). Откривање и даље истраживање лежишта финансирао је Ђорђе Вајферт, захваљујући коме се рудник убрзо почео развијати.

#### Лежиште бакра
Лежиште бакра у Бору је једно од највећих, како балканских, тако и европских лежишта бакра. Од 1902. па све до 1959. године, из овог лежишта откопано је преко 30 милиона тона руде и добијено 1,05 милиона тона бакра. Бор је данас једини рудник бакра који је остао активан у бившој Југославији, са годишњом производњом од око 2 милиона тона руде, односно око 30.000 тона бакра. Осим бакра, из овог лежишта се добија у просеку око 800кг злата годишње.

### Демографија
У Бору према попису из 2011. гоидне живи 30.895 пунолетних становника, а просечна старост становништва износи 37,4 година (36,5 код мушкараца и 38,2 код жена). У насељу има 14.044 домаћинства, а просечан број чланова по домаћинству је 2,80.
Насељен је углавном Србима, али уз присуство великог броја нација и националних мањина.
| Нацинална припадност | Број становника | Проценат |
| -------------------- | --------------- | -------- |
| Срби                 | 32.785          | 83,23%   |
| Власи                | 2.352           | 5,97%    |
| Роми                 | 1.216           | 3,08     |
| Македонци            | 507             | 1,28%    |
| Југословени          | 251             | 0,63%    |
| Остали               | 657             | 5,81%    |